# Monaster Hîncu
Monaster Hîncu (zapisywany także w nowej ortografii jako Hâncu, ros. Монастырь Хынку) – prawosławny żeński klasztor w pobliżu miejscowości Bursuc, 55 km na północny zachód od Kiszyniowa, w jurysdykcji eparchii Ungheni i Nisporeni Mołdawskiego Kościoła Prawosławnego.

## Historia
Klasztor został ufundowany najprawdopodobniej przez mołdawskiego bojara Mihalcea Hâncu jako żeński skit. W 1715 r. hospodar mołdawski Mikołaj Mavrocordat podporządkował go jurysdykcji Patriarchatu Aleksandryjskiego, jednak w roku następnym nowy hospodar Michał Racoviță anulował tę decyzję. Wskutek najazdów tatarskich żeński klasztor popadł w ruinę, jego cerkiew została spalona. W 1757 r. mniszki ostatecznie opuściły to miejsce. Pod koniec następnej dekady Lupul Hâncu poprosił mnicha Warłaama z męskiego klasztoru Vărzărești o to, by ten odbudował skit i odnowił wspólnotę, jako męską, a sam wydzielił na ten cel fundusze. Mnisi odbudowali skit w latach 1780–1782, natomiast w 1784, gdy Warłaam był już ihumenem nowej wspólnoty, powstał nowy budynek mieszkalny dla mnichów oraz cerkiew Zaśnięcia Matki Bożej. W 1802 r. ihumen Ezechiel odbudował w kompleksie klasztornym drugą cerkiew, a do starszej wstawił nowy ikonostas. 
W 1817 r. wspólnota monastyczna składała się wyłącznie z mnichów pochodzenia mołdawskiego, dwa lata później odnotowano w niej także trzech Rosjan. W latach 1820–1822 w klasztorze wprowadzony został ustrój cenobityczny. Monaster utrzymywał kontakty z klasztorami góry Athos oraz innymi klasztorami prawosławnymi w Mołdawii. W 1835 r. na jego terenie zbudowano nową murowaną cerkiew. Sześć lat później drewnianą cerkiew Zaśnięcia Matki Bożej również zastąpiono murowaną świątynią pod tym samym wezwaniem.
W XIX w. monaster Hîncu stał się jednym z najsłynniejszych ośrodków życia mniszego w regionie. Od 1884 r. mnisi zajmowali się prowadzeniem sierocińca i szkoły.
Po II wojnie światowej klasztor został zamknięty, podobnie niemal wszystkie monastery na terenie Mołdawskiej SRR. Po 1991 r. został zwrócony Cerkwi i w 1993 r. remontowany. Monaster został restytuowany jako żeński. Mniszki zajmują się m.in. prowadzeniem domu dziecka.
Główną świątynią monasteru jest sobór Świętych Piotra i Pawła, z górną cerkwią pod tym samym wezwaniem oraz bocznymi ołtarzami pw. ikony Matki Bożej „Ukój Mój Smutek” i św. Bazylego.